# Midden-Duits voetbalkampioenschap 1909/10
In 1909/10 werd het negende voetbalkampioenschap gespeeld dat georganiseerd werd door de Midden-Duitse voetbalbond. VfB Leipzig werd kampioen en plaatste zich zo voor de eindronde om de Duitse landstitel. De club verloor in de eerste ronde van Phönix Karlsruhe.

## Deelnemers aan de eindronde
| Club                                 | Gekwalificeerd als            |
| ------------------------------------ | ----------------------------- |
| Cöthener FC 02                       | Kampioen van Anhalt           |
| FuCC Cricket-Viktoria 1897 Magdeburg | Kampioen van Midden-Elbe      |
| SC Erfurt 1895                       | Kampioen van Noord-Thüringen  |
| VfB Leipzig                          | Kampioen van Noordwest-Saksen |
| BC Sportlust Dresden                 | Kampioen van Oost-Saksen      |
| FC Carl Zeiß Jena                    | Kampioen van Oost-Thüringen   |
| Hallescher FC Wacker                 | Kampioen van Saale            |
| FC Apelles Plauen                    | Kampioen van Vogtland         |
| FC Germania Mittweida                | Kampioen van Zuidwest-Saksen  |

## Eindronde

### Kwart finale
|              |                      |       |                      |         |
| 6 maart 1910 | Hallescher FC Wacker | 2 - 0 | BC Sportlust Dresden | Leipzig |
| 6 maart 1910 |                      |       |                      | Leipzig |

|              |                                      |              |                   |       |
| 6 maart 1910 | FuCC Cricket-Viktoria 1897 Magdeburg | 3 - 1 (n.v.) | FC Carl Zeiß Jena | Halle |
| 6 maart 1910 |                                      |              |                   | Halle |

|              |                |       |                   |      |
| 6 maart 1910 | SC Erfurt 1895 | 5 - 1 | FC Apelles Plauen | Jena |
| 6 maart 1910 |                |       |                   | Jena |

|              |                       |       |                |      |
| 6 maart 1910 | FC Germania Mittweida | 4 - 1 | Cöthener FC 02 | Gera |
| 6 maart 1910 |                       |       |                | Gera |

VfB Leipzig had een bye. 

### Eerste tussenronde
|               |                |       |                                      |        |
| 13 maart 1910 | SC Erfurt 1895 | 5 - 4 | FuCC Cricket-Viktoria 1897 Magdeburg | Cöthen |
| 13 maart 1910 |                |       |                                      | Cöthen |

|               |             |       |                       |        |
| 13 maart 1910 | VfB Leipzig | 4 - 2 | FC Germania Mittweida | Plauen |
| 13 maart 1910 |             |       |                       | Plauen |

Wacker Halle had een bye.

### Tweede tussenronde
|               |                      |       |             |       |
| 20 maart 1910 | Hallescher FC Wacker | 1 - 4 | VfB Leipzig | Halle |
| 20 maart 1910 |                      |       |             | Halle |

SC Erfurt had een bye. 

### Finale
|              |             |       |                |         |
| 3 april 1910 | VfB Leipzig | 4 - 1 | SC Erfurt 1895 | Leipzig |
| 3 april 1910 |             |       |                | Leipzig |